# Slash Records
Slash Records – firma fonograficzna utworzona w 1978 w Los Angeles pierwotnie specjalizującą się w wydawnictwie miejscowych zespołów punkrockowych. Jej założycielem był Bob Biggs wydawca punkowego fanzina "Slash" (który przestał ukazywać się w 1980 roku). Firma rozpoczęła działalność od wydania pierwszego singla zespołu The Germs Forming. Następnymi jej wydawnictwami były nagrania zespołu X (płyta Los Angeles z 1980). W  1981 roku została utworzona druga firma, zależna od Slash Records – Ruby Records, która wydawała m.in. albumy zespołów: Misfits, Dream Syndicate i Gun Club. W tym czasie Slash Records wzięła także udział w produkcji filmu dokumentalnego The Decline of Western Civilization, który promował ówczesne zespoły związane z nią.
W następnych latach firma zaczęła współpracować z Warner Bros. To był pierwszy przypadek w USA "kolaboracji" firmy z punkowym rodowodem dla potentata jakim jest Warner. W katalogach Slash pojawiły się albumy wykonawców takich jak: Fear, Blasters, L7 i Los Lobos.
W 1986 roku Slash Records została sprzedana firmie London Records. W latach 1982–1996 wydawnictwa Slash Records były rozprowadzane w USA przez Warner Bros, a poza USA przez Mercury Records.
W 2000 roku Universal Music (American Decca) nabył PolyGram, który posiadał London Records.

## Artyści związani ze Slash Records
- Burning Spear
- Dream Syndicate
- Failure
- Faith No More
- Fear
- GRADUATION DAY
- Green on Red
- Gun Club
- L7
- Los Lobos
- Plugz
- Rammstein
- Soul Coughing
- The Blasters
- The BoDeans
- The Germs
- Tribe
- The Misfits
- Violent Femmes
- X